# 田代裕子
田代 裕子（たしろ ひろこ、生年非公表）は、日本の生活科学・家政学者。宮崎産業経営大学名誉教授。
鹿児島県立第二高等女学校を1948年（昭和23年）に卒業。奈良女子大学卒業（家政学士）。奈良女子大学家政学会所属。宮崎産業経営大学で教授や附属図書館長を務める。専門分野は、生活環境学、食生活論（食育）、家庭科教育。2008年（平成20年）度、日本調理科学会功労賞受賞。